# Lo-fi
Lo-fi je označení pro hudební styl spadající do elektronické hudby. Zápis názvu může být i v podobě lofi či low fidelity. Ve oblasti zvukové produkce je označení fidelity (věrnost) označením přesnosti, jak kopie (nahrávka) reprodukuje svůj zdroj. V 50. letech 20. století se pro zařízení a nahrávky, které vykazují přesnější reprodukci zvuku, vžilo označení "high fidelity" nebo "hi-fi". V 90. letech 20. století přichází opak věrných nahrávek, kde nevadí různé nedokonalosti. Lo-fi je hudba nahraná se záměrnými nedokonalostmi, jako jsou špatně zahrané noty, šum prostředí, slabý šum nebo technické nedokonalosti nahrávacího zařízení. Snaží se připomenout analogovou kvalitu nahrávek.
Hudební styl se rozprostírá mezi kategorie indie, noise, hip-hop, jazz a punk. Zakomponovává do sebe prvky popu, rocku, house či různých šumů. Různé podkategorie jsou tematicky laděné, dle nálad (radostné či smutné; pomalé na ráno, klidné pro soustředění, svěží na párty). Lofi skladby jsou skoro vždy bez slov, v pomalejším tempu.
Lofi popularizoval po roce 2015 YouTube kanál s názvem Lofi Girl. Popularitu získala u studentů, tento typ hudby je využíván při učení se, pomáhá některým k soustředění, čemuž se věnovaly i některé studie.